# کارل آرنولد (نقاش)
کارل آرنولد (به آلمانی: Karl Arnold)؛ (زادۀ ۱ آوریل ۱۸۸۳ میلادی – درگذشتۀ  ۲۹ نوامبر ۱۹۵۳ میلادی) نقاش، کاریکاتوریست و طنزپرداز اهل آلمان بود. او در نوی‌اشتاد در نزدیکی کوبورگ متولد شد و در مونیخ درگذشت.

## منابع

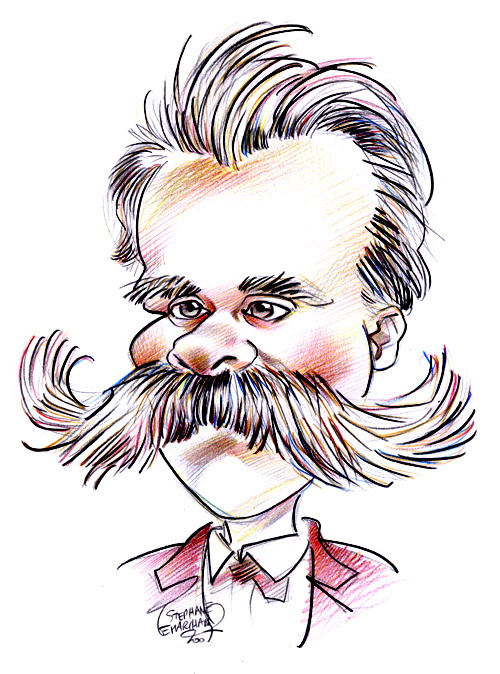